# Manas (2024)
Manas é um filme brasileiro de 2025, do gênero drama, dirigido por Marianna Brennand em sua estreia na direção, com roteiro de Felipe Sholl, Marcelo Grabowsky, Marianna Brennand, Antonia Pellegrino, Camila Agustini e Carolina Benevides. Estrelado por Jamilli Correa, Dira Paes, Fátima Macedo e Rômulo Braga, o longa teve sua estreia em 15 de maio de 2025.
Ambientado na Ilha do Marajó, no Pará, o filme acompanha Marcielle, uma garota de 13 anos que decide romper com o ciclo de violência que cerca sua família e as mulheres ao seu redor.

## Elenco
| Ator/Atriz     | Personagem |
| -------------- | ---------- |
| Jamilli Correa | Marcielle  |
| Dira Paes      | Aretha     |
| Fátima Macedo  | Danielle   |
| Rômulo Braga   | Marcílio   |

## Sinopse
o filme acompanha uma jovem de 13 anos que decide confrontar a entrenagem violenta que rege sua família e as mulheres da comunidade

## Lançamento
O filme estreiou em setembro de 2024 durante o Festival de Veneza daquele ano, lá Brennand foi laureada com o Giornate Degli Autori pelo seu trabalho na direção do longa. Com passagens por diversos festivais como o Festival do Rio, Veneza e a Mostra Internacional de Cinema de São Paulo, o longa acumulou 20 premios em festivais.
Em 12 de março de 2025, o longa ganhou uma data de estreia nos cinemas, em 25 de maio do mesmo ano. O filme esteiou em 23 de março daquele ano nos cinemas da França.